# Within Dividia
Albums de The End
Transfer Trachea Reverberations from Point: False Omniscient
(2002) Elementary
(2007)
Within Dividia est le deuxième album studio du groupe de Metalcore/Mathcore Canadien The End.
Cet album est un peu plus long que son prédécesseur, Transfer Trachea Reverberations from Point: False Omniscient, bien qu'il soit quand même assez court (il dure un peu plus d'une demi-heure, alors que Transfer Trachea Reverberations from Point: False Omniscient dure à peine plus de vingt minutes).
Within Dividia est sorti le 13 janvier 2004 sous le label Relapse Records.

## Composition
- Aaron Wolff - chant / percussions
- Andrew Hercules - guitare
- Sean Dooley - basse
- Anthony Salajko - batterie

## Liste des morceaux
1. These Walls – 4:41
2. Fetesque – 3:55
3. The Sense of Reverence – 3:04
4. The Scent of Elegance – 3:13
5. Organelle (In She We Lust) – 4:11
6. Dear Martyr – 3:43
7. Orthodox Unparalleled – 5:25
8. Of Fist and Flame – 5:19